# Holmiella
Holmiella — рід грибів родини Patellariaceae. Назва вперше опублікована 1979 року.

## Класифікація
Згідно з базою MycoBank до роду Holmiella відносять 2 офіційно визнані види:
- Holmiella macrospora
- Holmiella sabina